# 패션 돌

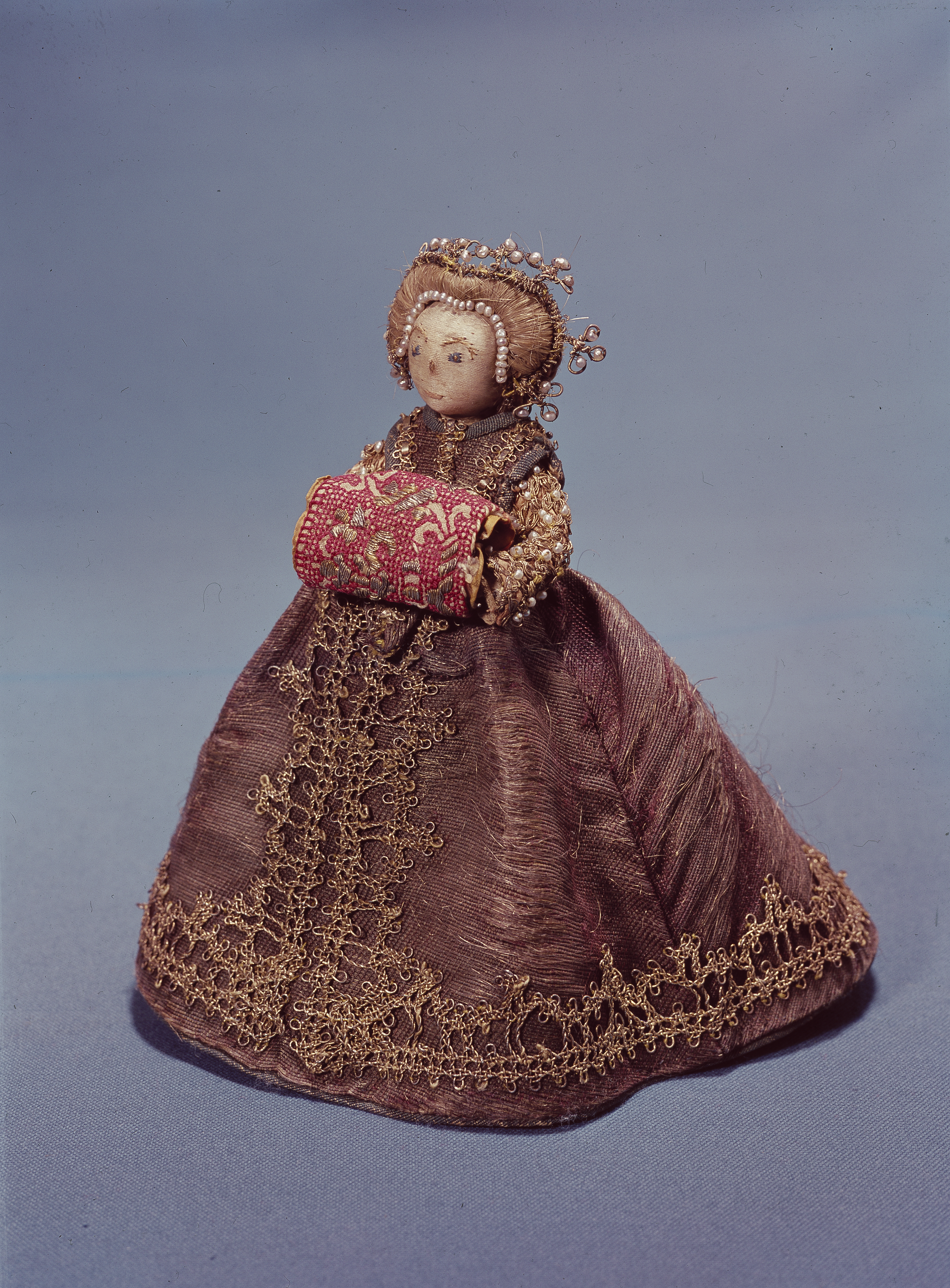
1600년 경의 판도라 패션 돌

패션 돌(Fashion doll) 또는 패션 인형은 주로 패션 트렌드를 반영하여 옷을 입도록 디자인된 인형이다. 아이들이 가지고 놀 수 있는 장난감과 어른들을 위한 수집품으로 제작되었다. 인형은 일반적으로 10대 소녀나 성인 여성을 모델로 삼았지만 어린이, 남성, 심지어 인간이 아닌 변형도 존재한다. 현대 패션 인형은 일반적으로 비닐이나 기타 플라스틱으로 만들어진다.
바비는 1959년 미국 장난감 회사인 마텔에 의해 출시되었으며, 어린이 장난감으로 의도된 유사한 비닐 패션 인형이 많이 출시되었다. 바비의 크기인 11.5인치(290mm)는 다른 제조업체에서 자주 사용하는 표준을 설정한다. 그러나 패션 인형은 10.5인치에서 36인치(270mm에서 910mm)까지 다양한 크기로 만들어졌다.
의상상과 재봉사들은 패션 인형을 작업의 캔버스로 사용한다. 커스터마이저는 얼굴을 다시 칠하거나, 머리카락을 다시 심거나, 인형 자체에 다른 변경 작업을 수행한다. 이러한 작품 중 상당수는 독특한 작품으로 예술 인형이라고 불린다. 이러한 아티스트는 일반적으로 원래 제조업체와 연결되어 있지 않으며 자신의 작품을 수집가에게 판매한다.

## 같이 보기
- 액션 피겨
- 구체관절 인형